# میخال پروبیژ
میخال پروبیژ (لهستانی: Michał Probierz؛ زادهٔ ۲۴ سپتامبر ۱۹۷۲) بازیکن سابق و مربی فوتبال اهل لهستان است.
از باشگاه‌هایی که در آن بازی کرده است می‌توان به باشگاه فوتبال گورنیک زابژه و باشگاه فوتبال روخ خوژوف اشاره کرد.
وی همچنین در تیم‌های ملی فوتبال زیر ۱۹ سال لهستان و زیر ۲۱ سال لهستان بازی کرده است.